# Hippocampus camelopardalis
Морски коњић жирафа (Hippocampus camelopardalis) је зракоперка из реда Syngnathiformes и породице морских коњића и морских шила (Syngnathidae).

## Распрострањење
Ареал врсте је ограничен на мањи број држава. Врста је присутна у Аустралији, Јужноафричкој Републици и Мозамбику.

## Угроженост
Подаци о распрострањености ове врсте су недовољни.